# داود شاه صبا
داود شاه صبا هو طبيب أفغاني، ولد في 1964 في هراة في أفغانستان.